# بخش دارنن، شهرستان استیونس، مینه سوتا
بخش دارنن (به انگلیسی: Darnen Township) یک منطقهٔ مسکونی در ایالات متحده آمریکا است که در شهرستان استیونز، مینه‌سوتا واقع شده‌است.
 بخش دارنن ۸۵٫۹ کیلومتر مربع مساحت و ۳۲۵ نفر جمعیت دارد و ۳۳۸ متر بالاتر از سطح دریا واقع شده‌است.